# Österrike i olympiska sommarspelen 2016
Österrike deltog med 71 deltagare vid de olympiska sommarspelen 2016 i Rio de Janeiro. Totalt vann de en bronsmedalj.

## Medaljer
| Medalj | Namn                     | Sport   | Gren     |
| ------ | ------------------------ | ------- | -------- |
| Brons  | Thomas Zajac Tanja Frank | Segling | Nacra 17 |